# Lakeith Stanfield
Lakeith Lee Stanfield (San Bernardino, California; 12 de agosto de 1991), conocido también como Keith Stanfield, es un actor, poeta y rapero estadounidense. Es más reconocido por sus roles en películas como Selma, Snowden, Get Out, The Girl in the Spider's Web, Sorry to Bother You y por su participación en la serie televisiva Atlanta.

## Carrera
Stanfield hizo su debut en el cine con la película Short Term 12 (2013), por la que obtuvo una nominación al premio Independent Spirit Award. En 2014 apareció en la cinta de terror The Purge: Anarchy y en la película basada en la vida de Martin Luther King Selma, encarnando al activista Jimmie Lee Jackson. En 2015, Stanfield integró el elenco de la película Dope y la cinta basada en la carrera de la agrupación de hip-hop N.W.A Straight Outta Compton, donde interpretó el papel del rapero Snoop Dogg.
En 2016 apareció en la película de Oliver Stone Snowden y empezó a protagonizar la serie de televisión Atlanta. En 2017 formó parte del elenco de la aclamada cinta de terror Get Out y de la película Death Note, una adaptación del manga del mismo nombre.
En 2018 apareció en la película de suspenso The Girl in the Spider's Web, dirigida por Fede Álvarez y basada en la saga de novelas policíacas "Millennium", del autor sueco Stieg Larsson. En la cinta interpretó al agente de la NSA Ed Needham.

## Vida personal
Stanfield estuvo en una relación con la actriz Xosha Roquemore desde agosto de 2015. En marzo de 2017 la pareja anunció que estaban esperando su primera hija, nacida en junio de ese año. Su segunda nació en 2022, producto de su relación con Tylor Hurd. Su tercera hija nació en julio de 2023 de su relación con Kasmere Trice.

## Filmografía

### Cine
| Año  | Título                         | Rol                         | Notas        |
| ---- | ------------------------------ | --------------------------- | ------------ |
| 2008 | Short Term 12                  | Mark                        | Cortometraje |
| 2013 | Short Term 12                  | Marcus                      |              |
| 2014 | The Purge: Anarchy             | Ghoul Face                  |              |
| 2014 | The Fires, Howling             | The Staying One             | Cortometraje |
| 2014 | Selma                          | Jimmie Lee Jackson          |              |
| 2015 | Dope                           | Marquis                     |              |
| 2015 | Straight Outta Compton         | Snoop Dogg                  |              |
| 2015 | King Ripple                    | King Ripple                 | Cortometraje |
| 2015 | Tracks                         | Lawrence                    | Cortometraje |
| 2015 | Miles Ahead                    | Junior                      |              |
| 2015 | Memoria                        | Max                         |              |
| 2016 | Hard World for Small Things    | Sev                         | Cortometraje |
| 2016 | Live Cargo                     | Lewis                       |              |
| 2016 | Snowden                        | Patrick Haynes              |              |
| 2017 | Crown Heights                  | Colin Warner                |              |
| 2017 | Get Out                        | Andre Hayworth / Logan King |              |
| 2017 | La increíble Jessica James     | Damon                       |              |
| 2017 | War Machine                    | Billy Cole                  |              |
| 2017 | Izzy Gets the F*ck Across Town | George                      |              |
| 2017 | Death Note                     | L                           |              |
| 2017 | Quest                          | Diego                       |              |
| 2018 | Sorry to Bother You            | Cassius "Cash" Green        |              |
| 2018 | Come Sunday                    | Reggie                      |              |
| 2018 | The Girl in the Spider's Web   | Ed Needham                  |              |
| 2019 | Someone Great                  |                             |              |
| 2019 | Uncut Gems                     | Demany                      |              |
| 2019 | Knives Out                     | Detective Lieutenant Elliot |              |
| 2020 | The Photograph                 |                             | TBA          |
| 2020 | Judas and the Black Messiah    | William "Billy" O'Neal      |              |
| 2021 | The Harder They Fall           | Cherokee Bill               |              |
| 2023 | Haunted Mansion                | Ben                         |              |
| 2023 | The Book of Clarence           | Clarence / Tomás            |              |

### Televisión
| Año       | Título  | Rol    | Notas        |
| --------- | ------- | ------ | ------------ |
| 2016–2022 | Atlanta | Darius | 15 episodios |